# Chapman-Gletscher (Viktorialand)
Der Chapman-Gletscher ist ein Gletscher an der Pennell-Küste des ostantarktischen Viktorialands. Er liegt am Kopfende der Yule Bay.
Teilnehmer der Australian National Antarctic Research Expeditions benannten ihn nach Arthur Chapman, Hubschrauberpilot bei der 1962 vom australischen Polarforscher Phillip Law geführten Kampagne dieser Forschungsreihe.